# Šalara
Šalara este o localitate din comuna Koper, Slovenia, cu o populație de 430 de locuitori.